# The Beast of Bray Road
Pour plus de détails, voir Fiche technique et Distribution.
The Beast of Bray Road (en français : La bête de Bray Road) est un film américain de 2005 distribué par The Asylum. Il est vaguement basé sur la légende cryptozoologique du Wisconsin, la Bête de Bray Road, mais le film dépeint une créature plus violente que celle de la légende. Contrairement à beaucoup de films ultérieurs de The Asylum, ce film n’est pas un mockbuster.

## Synopsis
Une série de meurtres sanglants se produit dans une petite ville du Wisconsin. Le premier meurtre se produit dans un bar local appartenant à Kelly. Alors que le nombre de disparus et de morts présumés augmente, plusieurs personnes affirment avoir vu une grosse bête poilue, qui, selon la légende locale, vit dans la région. Au départ, il semble que les frères Loubes soient responsables des attaques. Pendant ce temps, certains citadins roublards cherchent à mettre en scène toute l’histoire de « La bête de Bray Road » afin d’attirer des touristes, sans savoir qu’il y a vraiment un monstre déchaîné qui traque les humains la nuit.
Le nouveau shérif de la ville, Phil Jenkins, enquête sur les morts macabres avec l'aide d'un cryptozoologiste, Quinn McKenzie, qui a appris les attaques grâce à internet. McKenzie parvient à déterminer que le tueur est un loup-garou, car l’ADN de la créature, qui a été récupéré après une attaque, contient à la fois de l’ADN de loup et de l’ADN humain. Lorsque McKenzie est attaqué à son tour par la créature, le shérif l’abat, la tuant à l’aide de plusieurs balles à pointe d’argent.

## Distribution
- Jeff Denton : Shérif Phil Jenkins
- Tommy Downey : Quinn McKenzie
- Sarah Leiving : Kelly
- Joël Hebner : Ray Loubes / La Créature
- Tom Nagel : Billy Loubes

## Production
Écrit et réalisé par Leigh Scott, le film est l’un des premiers qu’il a réalisé. Scott a déclaré que ce film est l’un de ses préférés.
En raison des droits de licence, l’équipe de production de The Beast of Bray Road n’a pas pu utiliser quoi que ce soit portant le logo de la bière Budweiser dans le bar Kelly’s Roadhouse, alors ils l’ont remplacée par la bière fictive Pudweiser pour toute la signalétique connexe.

## Accueil

### Réception critique
The Video Graveyard a constaté que le film n’était pas mémorable, mais que les fans du genre devraient l’apprécier. Dread Central a constaté que si le film a bien commencé, il est rapidement embourbé dans un manque d’imagination et une accumulation de clichés. Cependant, les effets spéciaux ont été notés comme étant très bons pour le budget du film. En mars 2018, Rotten Tomatoes a donné au film une note de 25%.

## Sortie
Le film est sorti en DVD le 12 mars 2010. Le DVD comprend un court reportage sur la réalisation du film.